# هنري غيل (لاعب كريكت)
هنري غيل (بالإنجليزية: Henry Gale)‏ (11 يوليو 1836 بونشستر في المملكة المتحدة - 3 مارس 1898) هو لاعب كريكت بريطاني (وحمل سابقاً جنسية المملكة المتحدة لبريطانيا العظمى وأيرلندا). لعب مع نادي مقاطعة هامبشاير للكريكت ‏.

## وصلات خارجية
- هنري غيل على موقع إي آس بي آن كريك إنفو (الإنجليزية)